# Есентаев, Тастанбек Кутжанович
Тастанбек Кутжатович Есентаев (род. 9 июля 1960 года) — казахстанский государственный деятель, заместитель министра культуры и спорта Республики Казахстана (с 13.08.2014 г.)

## Карьера
Уроженец с. Алгабас (Джамбейтинский район, Западно-Казахстанская область).
В 1985 году окончил Карагандинский педагогический институт по специальности Начальное военное обучение и физическое воспитание. После окончания вуза в течение 10 лет работал в школах.
С 1995 по 2002 годы – тренер по тайскому боксу и кикбоксингу в спортивно-профессиональном клубе «Астам» и в детско-юношеской школе единоборств  Карагандинского областного комитета туризма и спорта.
С 2002 по 2009 годы – директор Карагандинской областной школы высшего спортивного мастерства областного комитета по делам молодежи, туризма и спорта. В 2007 году окончил Казахстанско-Российский университет по специальности юриспруденция. 
С 2009 по 2012 годы – заместитель начальника, начальник государственного учреждения «Управление туризма, физической культуры и спорта Карагандинской области».
С января по апрель 2012 года – председатель Комитета по спорту Министерства туризма и спорта Республики Казахстан.
С апреля 2012 по март 2013 года – директор Департамента спорта высших достижений и спортивного резерва Агентства Республики Казахстан по делам спорта и физической культуры.
С марта 2013 года до ноября 2013 года – заместитель председателя Агентства Республики Казахстан по делам спорта и физической культуры.
В ноябре 2013 года назначен председателем Агентства Республики Казахстан по делам спорта и физической культуры.
В августе 2014 года стал заместителем министра культуры и спорта, курирует развитие спорта в Казахстане.
В декабре 2017 года назначен председателем территориального объединения профсоюзов г. Астана.
Является вице-президентом Ассоциации кикбоксинга, тайского бокса и боевых искусств Республики Казахстан, судья Международной категории по кикбоксингу и тайскому боксу.
Обладатель черного пояса по кикбоксингу, мастер спорта по самбо, почетный деятель спорта Республики Казахстан, заслуженный тренер Республики Казахстан.